# Убийца Дмитрий Карамазов
«Убийца Дмитрий Карамазов» (нем. Der Mörder Dimitri Karamasoff) — германский фильм 1931 года режиссёра Фёдора Оцепа.

## Сюжет
По роману Ф. М. Достоевского «Братья Карамазовы».
Молодой Дмитрий Карамазов бросает богатую невесту ради содержанки Грушеньки, которая играет с Карамазовым-старшеим — этот выживший из ума старый дурак, без памяти влюблённый в Грушеньку, сулит ей огромное наследство, если она выйдет за него замуж. Дмитрий в ярости решает убить отца, но в последний момент отказывается от преступной мысли. Но когда он уезжает, старика Карамазова убивает его слуга Смердяков, и крадёт хозяйские деньги, спрятанные за киотом. После пьяной ночи с Грушенькой и собутыльниками в доме свиданий, Дмитрия арестовывает полиция по подозрению в отцеубийстве. Смердяков кончает с собой в петле. Суд не верит в невиновность Дмитрия и отправляет его на каторгу в Сибирь, Грушенька едет за ним.

## В ролях
- Фриц Кортнер — Дмитрий Карамазов
- Анна Стэн — Грушенька
- Фриц Расп — Смердяков
- Бернхард Минетти — Иван Карамазов
- Макс Поль — Фёдор Карамазов
- Элизабет Нойманн-Вертель — Феня
- Ханна Вааг — Катя
- Фриц Алберти — прокурор

Примечание:

Актёр Фриц Кортнер, еврей, через два года — после прихода нацистов к власти — эмигрировал в США. В Третьем Рейхе кадры из фильма — где он в роли Карамазова убивает старика камнем, забирает деньги и идёт в клуб сорить деньгами и забавляется с женщинами, были включены в «документальный» нацистский пропагандистский фильм «Евреи без масок» (Juden ohne Maske, 1937)

## Критика
Фильм имел большой зрительский успех, и ретроспективно также получил высокую оценку, так «Лексикон международного кино» назвал фильм «шедевром раннего периода немецкого звукового кино», а путеводитель по фильмам «Reclams Filmführer» писал:

Российский режиссер Озеп в своем фильме в первую очередь разобрался с настроениями. Поездки на тройук, вечера в доме Карамазовых, даже шумные вечеринки превращаются в мрачные видения надвигающейся беды. Кортнер играет Дмитрия как человека, который как бы рожден для гибели; любовные сцены с Анной Стен также кажутся нарисованными грядущей катастрофой.
В 1931 году фильм был показан в США, газета «Нью-Йорк таймс» так писала о фильма:

Сократив количество трагических сцен и сделав акцент на любовных эпизодах и веселье в кафе, где примиряются Дмитрий и Грушенька, режиссер Федор Озеп сократил ожидаемую долю мрачности и обеспечил значительное развлечение для людей, не особенно склонных к чему-либо серьезному.
Рука русского режиссера часто проявляется в типичном акценте на быстром монтаже смены кадров.

Анна Стен красива и привлекательна, хотя временами ее улыбке не хватает оживления. Ханна Вааг — типичная «домашняя девочка», неспособная удержать своего жениха. Макс Поль отлично сыграл старика Карамазова. Фриц Расп никогда не оставляет сомнений в том, кто настоящий убийца.
Это был первый звуковой фильм режиссёра Фёдора Оцепа и актрисы Анны Стэн. Для Стэн, которая на момент эмиграции в Германию в 1928 году была известна лишь как только советского экрана, именно благодаря этому фильму получила широкую славу в Европе и США. Для режиссёра же звук стал прорывом для реализации своего стиля:

Разнообразная музыка К. Ратхауса и К. Шредера; образ Грушеньки в сентиментальной интерпретации А. Стен; впечатляющее исполнение Ф. Распом роли Смердякова; дым, дождь, тени, облака, силуэты деревьев; меха гармоней, самовары, косоворотки, пьяный угар, безграничная любовь; маятник, бильярдные шары, свечная люстра в качестве уместных и выразительных символов — все это слилось в до этого недоступный Оцепу синтез. Русская экзотика, представленная посредством уже опробованных в «Живом трупе» картин русско-цыганского разгула и классическим образом мчащейся тройки, была совмещена в фильме «Убийца Дмитрий Карамазов» с уже знакомым немецким зрителям быстрым — «советским» — монтажом. Здесь также прослеживалось влияние ситуативной, подчиненной повествовательным потребностям монтажной системы Пудовкина.

«Убийца Дмитрий Карамазов» — это зауженная по смыслу, недвусмысленно коммерческая, но интересная по зрительно-звуковой форме и атмосфере картина.